# Tea Palić
Tea Palić (Zagreb, 29. travnja 1991.), hrvatska skijašica.

## Športska karijera
Članica je skijaškog kluba SK Medveščak.

### Najzapaženiji rezultati u karijeri
(kraj sezone 2009/10.):
- najbolji veleslalomski FIS bodovi karijere:

10. veljače 2010. - Maribor (Slovenija) - FIS Race - 1. mjesto (19.93 FIS bodova)
- najbolji slalomski FIS bodovi karijere:

11. prosinca 2009. - Davos (SUI) - FIS Race - 5. mjesto (28.89 FIS bodova)

### Zimske olimpijske igre
- Vancouver 2010.
  - xx.